# Unión Española

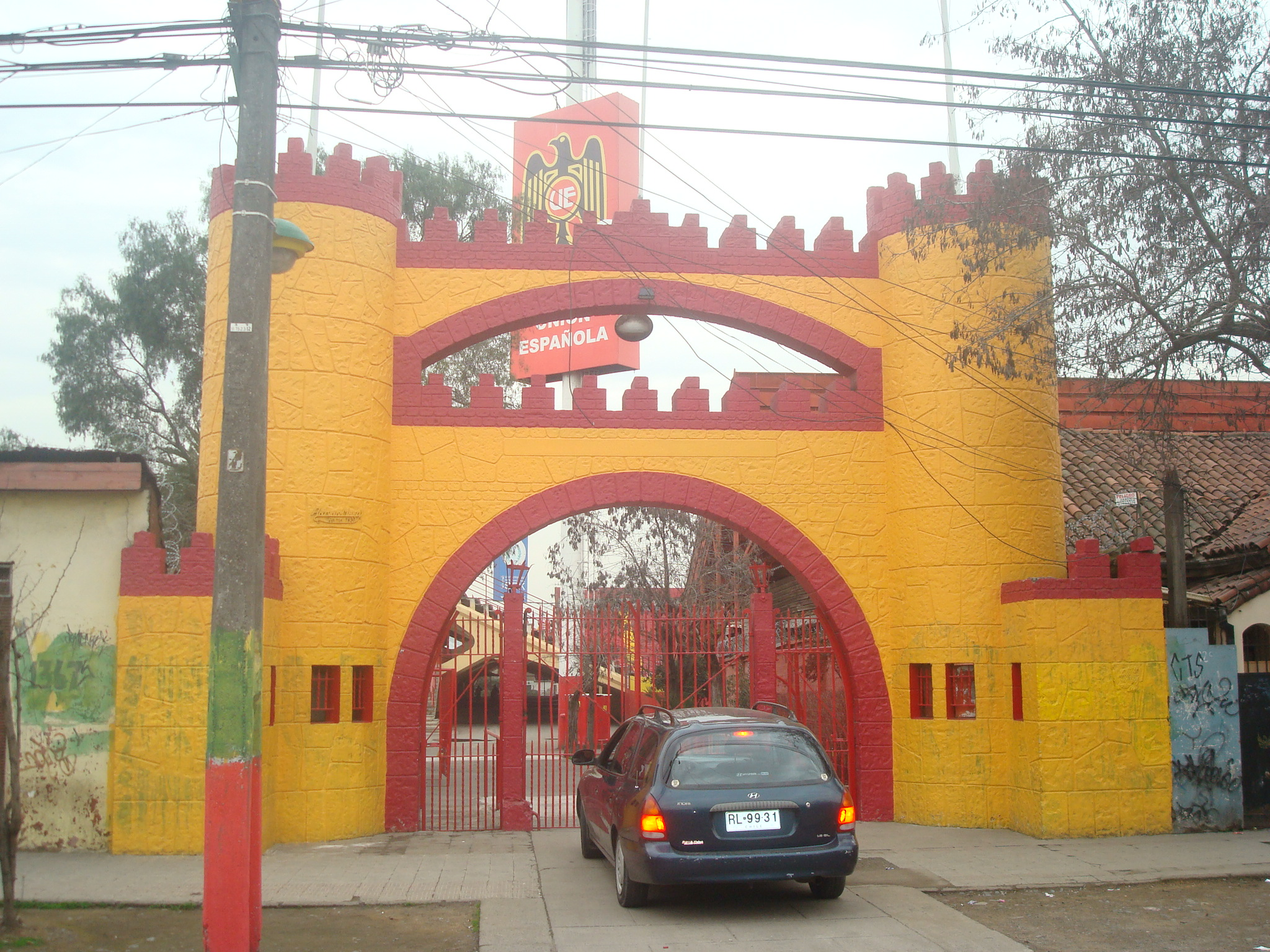
Estadio Santa Laura-Universidad SEK, vstupní brána

Unión Española (celým názvem Club Unión Española S.A.D.P.) je chilský fotbalový klub z Independencie (čtvrť Santiaga). Byl založen v roce 1897 a svoje domácí utkání hraje na stadionu Estadio Santa Laura-Universidad SEK s kapacitou 19 000 diváků.
Klubové barvy jsou červená a žlutá.

## Úspěchy
Domácí
- 7× vítěz Primera División (1943, 1951, 1973, 1975, 1977, Apertura 2005, 2013)[2]
- 2× vítěz chilského poháru (1992, 1993)[3]
- 1× vítěz chilského Superpoháru (2013)[4]

Mezinárodní
- 1× finalista Poháru osvoboditelů (1975)[5]